# Чон Хи Сон
Чон Хи Сон (нар. 25 листопада 1976) — колишній південнокорейський тенісист.
Найвищу одиночну позицію світового рейтингу — 680 місце досяг 24 червня 1996, парну — 434 місце — 15 жовтня 2001 року.

## Титули ITF Ф'ючерс

### Парний розряд: (6)
| Ранг | Дата     | Турнір                         | Покриття | Партнер      | Суперники                     | Рахунок       |
| ---- | -------- | ------------------------------ | -------- | ------------ | ----------------------------- | ------------- |
| 1.   | Тра 1999 | Korea F1, Сеул                 | Ґрунт    | Чон Хи Сок   | Хан Мін Кю Лі Хьон Тхек       | 6–4, 6–4      |
| 2.   | Чер 2001 | Korea Rep. F1, Сеул            | Ґрунт    | Сон Хьон Кин | Дієґо Аяла Рафаел де Меса     | 7–5, 3–6, 6–4 |
| 3.   | Сер 2001 | Китайський Тайбей F2 Ф, Гаосюн | Тверде   | Сон Хьон Кин | Чаен Тецуя Масахіде Сакамото  | 6–2, 6–4      |
| 4.   | Вер 2001 | Korea Rep. F3, Чхонджу         | Ґрунт    | Сон Хьон Кин | Роберто Альварес Жордан Добль | 6–3, 6–4      |
| 5.   | Сер 2002 | Korea Rep. F4, Соґвіпхо        | Тверде   | Чон Хи Сок   | Kang Byung-kook Лі Сан Хун    | 6–2, 6–2      |
| 6.   | Тра 2003 | Korea Rep. F1, Чхонджу         | Ґрунт    | Чон Хи Сок   | Лаурі Кійскі Бред Вестон      | 4–6, 6–2, 6–3 |